# Paulx
Paulx ([po]) est une commune de l'Ouest de la France, située dans le département de la Loire-Atlantique, en région Pays de la Loire.
Ses habitants s'appellent les Palucéens et les Palucéennes.
Paulx comptait 1 965 habitants au recensement de 2014.

## Géographie
Paulx est située à 30 km au sud-ouest de Nantes.
| Machecoul-Saint-Même  |                      | La Marne                   |

Situation de la commune de Paulx dans le département de la Loire-Atlantique.

| Bois-de-Céné (Vendée) | Paulx                | Saint-Étienne-de-Mer-Morte |
|                       | La Garnache (Vendée) |                            |

### Climat
Pour des articles plus généraux, voir Climat des Pays de la Loire et Climat de la Loire-Atlantique.
En 2010, le climat de la commune est de type climat océanique franc, selon une étude du CNRS s'appuyant sur une série de données couvrant la période 1971-2000. En 2020, Météo-France publie une typologie des climats de la France métropolitaine dans laquelle la commune est exposée à un climat océanique et est dans la région climatique  Bretagne orientale et méridionale, Pays nantais, Vendée, caractérisée par une faible pluviométrie en été et une bonne insolation. 
Pour la période 1971-2000, la température annuelle moyenne est de 12,3 °C, avec une amplitude thermique annuelle de 13,4 °C. Le cumul annuel moyen de précipitations est de 806 mm, avec 12,1 jours de précipitations en janvier et 6,5 jours en juillet. Pour la période 1991-2020, la température moyenne annuelle observée sur la station météorologique de Météo-France la plus proche, « Saint-Même-le-Tenu », sur la commune de Machecoul-Saint-Même à 6 km à vol d'oiseau, est de 12,7 °C et le cumul annuel moyen de précipitations est de 866,4 mm,. Pour l'avenir, les paramètres climatiques de la commune estimés pour 2050 selon différents scénarios d'émission de gaz à effet de serre sont consultables sur un site dédié publié par Météo-France en novembre 2022.

## Urbanisme

### Typologie
Au 1er janvier 2024, Paulx est catégorisée commune rurale à habitat dispersé, selon la nouvelle grille communale de densité à sept niveaux définie par l'Insee en 2022.
Elle est située hors unité urbaine. Par ailleurs la commune fait partie de l'aire d'attraction de Nantes, dont elle est une commune de la couronne,. Cette aire, qui regroupe 116 communes, est catégorisée dans les aires de 700 000 habitants ou plus (hors Paris),.

### Occupation des sols
L'occupation des sols de la commune, telle qu'elle ressort de la base de données européenne d’occupation biophysique des sols Corine Land Cover (CLC), est marquée par l'importance des territoires agricoles (96,3 % en 2018), une proportion sensiblement équivalente à celle de 1990 (96,8 %). La répartition détaillée en 2018 est la suivante : 
zones agricoles hétérogènes (34,8 %), terres arables (32,6 %), prairies (28,1 %), zones urbanisées (2 %), eaux continentales (1 %), cultures permanentes (0,8 %), forêts (0,7 %). L'évolution de l’occupation des sols de la commune et de ses infrastructures peut être observée sur les différentes représentations cartographiques du territoire : la carte de Cassini (XVIIIe siècle), la carte d'état-major (1820-1866) et les cartes ou photos aériennes de l'IGN pour la période actuelle (1950 à aujourd'hui).

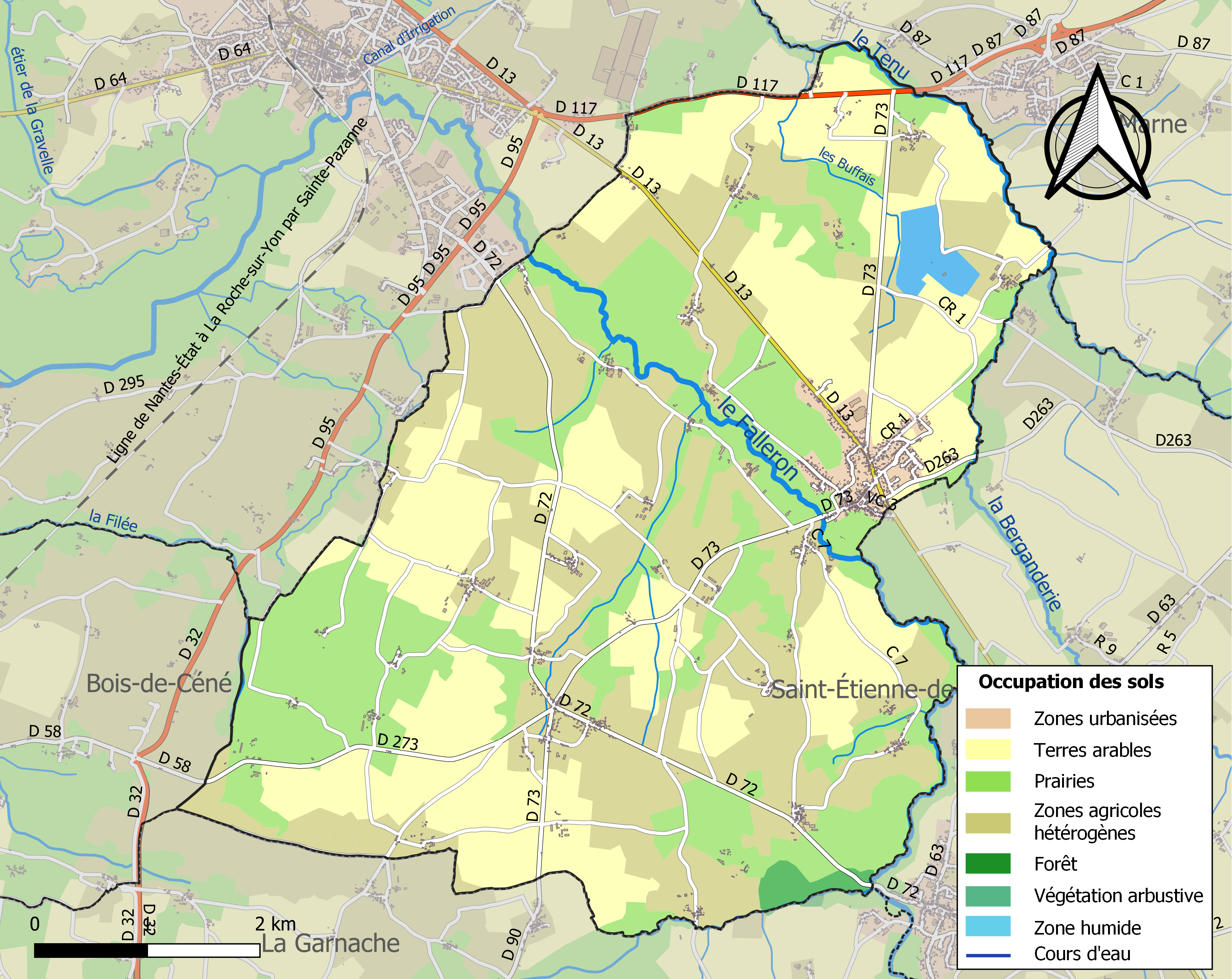
Carte des infrastructures et de l'occupation des sols de la commune en 2018 (CLC).

## Toponymie
Le nom de la localité est attesté sous les formes Palus au IXe siècle, Paulus au XIe siècle, Paux en 1287,.
Aucun argument phonétique, ni aucune forme ancienne ne permettent de rattacher directement Paulx au latin palus, paludem « étang, marais ». En effet, ce mot s'est fixé en gallo-roman à l'accusatif, c'est-à-dire PALUDE (< latin paludem), d'où l'ancien français palu « marais » (chute régulière du [d] en finale absolue. cf. la Pallu, Mayenne, la Palu 1312) et son dérivé PALUDELLU, d'où l'ancien français paluel (Paluel, Seine-Maritime et Palluel, Pas-de-Calais). Albert Dauzat et Ernest Nègre à sa suite considèrent donc que Paulx représente l'ancien français pal, pau « pieu, clôture de pieux, enclos entouré de pieux, palissade » au pluriel. Il est issu du gallo-roman PALU < latin palus, pali « poteau ».
La commune se trouve dans le domaine linguistique du poitevin, au sud de la zone de transition entre le poitevin et le gallo. La commune s'écrit Pàu selon l'écriture poitevine  UPCP. Différentes graphies existent en gallo pour écrire le nom local : Pao selon les écritures MOGA et ABCD ou Pautz selon l'écriture ELG dont le [t] n'est pas surprenant d'un point de vue phonétique, comme dans l'ancien français de l'ouest fi(l)z [fitz] « fils » par exemple (< gallo-roman FILIUS, cf. noms de personnes en Fitz-). En gallo ou poitevin, le nom de la commune se prononce [paʊ].
La forme bretonne proposée par l'Office public de la langue bretonne est Palud.

## Histoire
La commune fait partie de la Bretagne historique, dans le pays traditionnel du pays de Retz. L'ancienne paroisse de Paulx a fait partie des Marches Communes de Bretagne-Poitou, entre pays de Retz et le Bas-Poitou.

## Héraldique
| Blason | Blasonnement : Coupé : au premier du coupé : parti : au premier, d'argent à une moucheture d'hermine, et au second, d'or à la fleur de lys d'azur ; au second du coupé : de gueules à la calice d'or. Commentaires : La moucheture d'hermine évoque le blasonnement d'hermine plain de la Bretagne, rappelant l'appartenance passée de la ville au duché de Bretagne. Blason conçu par l'héraldiste Michel Pressensé. |

## Population et société

### Démographie
Selon le classement établi par l'Insee, Paulx est une commune multipolarisée. Elle fait partie de la zone d'emploi de Nantes et du bassin de vie de Machecoul. Elle n'est intégrée dans aucune unité urbaine. Toujours selon l'Insee, en 2010, la répartition de la population sur le territoire de la commune était considérée comme « peu dense » : 84 % des habitants résidaient dans des zones « peu denses »  et 16 % dans des zones « très peu denses ».

#### Évolution démographique
Les données concernant 1793 sont perdues.
L'évolution du nombre d'habitants est connue à travers les recensements de la population effectués dans la commune depuis 1800. Pour les communes de moins de 10 000 habitants, une enquête de recensement portant sur toute la population est réalisée tous les cinq ans, les populations de référence des années intermédiaires étant quant à elles estimées par interpolation ou extrapolation. Pour la commune, le premier recensement exhaustif entrant dans le cadre du nouveau dispositif a été réalisé en 2006.

En 2022, la commune comptait 2 042 habitants, en évolution de +3,24 % par rapport à 2016 (Loire-Atlantique : +6,68 %, France hors Mayotte : +2,11 %).
| 1800 | 1806  | 1821  | 1831  | 1836  | 1841  | 1846  | 1851  | 1856  |
| ---- | ----- | ----- | ----- | ----- | ----- | ----- | ----- | ----- |
| 898  | 1 118 | 1 350 | 1 669 | 1 733 | 1 735 | 1 815 | 1 764 | 1 830 |

| 1861  | 1866  | 1872  | 1876  | 1881  | 1886  | 1891  | 1896  | 1901  |
| ----- | ----- | ----- | ----- | ----- | ----- | ----- | ----- | ----- |
| 1 833 | 1 865 | 1 838 | 1 842 | 1 898 | 1 906 | 1 917 | 1 943 | 1 977 |

| 1906  | 1911  | 1921  | 1926  | 1931  | 1936  | 1946  | 1954  | 1962  |
| ----- | ----- | ----- | ----- | ----- | ----- | ----- | ----- | ----- |
| 2 037 | 1 939 | 1 643 | 1 627 | 1 643 | 1 602 | 1 521 | 1 540 | 1 574 |

| 1968  | 1975  | 1982  | 1990  | 1999  | 2006  | 2011  | 2016  | 2021  |
| ----- | ----- | ----- | ----- | ----- | ----- | ----- | ----- | ----- |
| 1 516 | 1 382 | 1 348 | 1 311 | 1 355 | 1 779 | 1 936 | 1 978 | 2 023 |

| 2022  | - | - | - | - | - | - | - | - |
| ----- | - | - | - | - | - | - | - | - |
| 2 042 | - | - | - | - | - | - | - | - |

#### Pyramide des âges
La population de la commune est relativement jeune.
En 2018, le taux de personnes d'un âge inférieur à 30 ans s'élève à 39,0 %, soit au-dessus de la moyenne départementale (37,3 %). À l'inverse, le taux de personnes d'âge supérieur à 60 ans est de 18,8 % la même année, alors qu'il est de 23,8 % au niveau départemental.
En 2018, la commune comptait 1 010 hommes pour 966 femmes, soit un taux de 51,11 % d'hommes, largement supérieur au taux départemental (48,58 %).
Les pyramides des âges de la commune et du département s'établissent comme suit.
| Hommes | Classe d’âge | Femmes |
| ------ | ------------ | ------ |
| 0,4    | 90 ou +      | 0,2    |
| 4,6    | 75-89 ans    | 7,0    |
| 12,5   | 60-74 ans    | 12,9   |
| 19,2   | 45-59 ans    | 18,3   |
| 23,7   | 30-44 ans    | 23,3   |
| 12,7   | 15-29 ans    | 13,0   |
| 26,9   | 0-14 ans     | 25,3   |

| Hommes | Classe d’âge | Femmes |
| ------ | ------------ | ------ |
| 0,6    | 90 ou +      | 1,8    |
| 6      | 75-89 ans    | 8,6    |
| 15,1   | 60-74 ans    | 16,4   |
| 19,4   | 45-59 ans    | 18,8   |
| 20,1   | 30-44 ans    | 19,3   |
| 19,2   | 15-29 ans    | 17,4   |
| 19,5   | 0-14 ans     | 17,6   |

## Culture et patrimoine

### Lieux et monuments

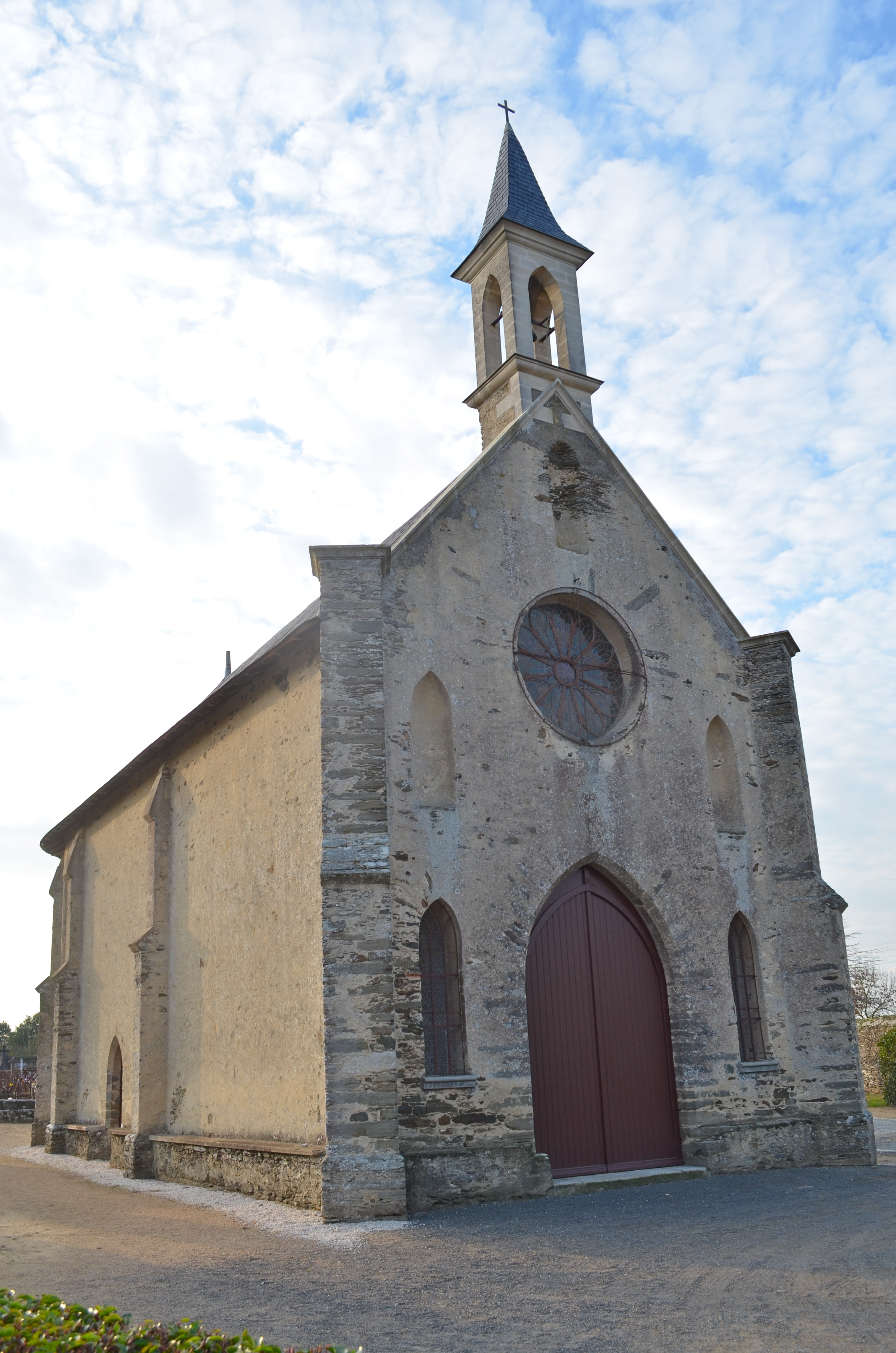
Chapelle du Pont.

- L'église Saint-Pierre, reconstruite en 1875 ;
- La chapelle (XVIIIe siècle), dédiée à saint Clair et située à La Patelière ;
- La chapelle du Pont (XIXe siècle), située à l'entrée du cimetière et dédiée à Notre-Dame du Pont. La chapelle est remaniée au XIXe siècle. Elle remplace l'ancienne chapelle Saint-Jean ;
- Le logis de l'Ilaire, XVIIIe au XIXe siècles ;
- Le logis de la Patelière XVIIIe au XIXe siècles ;
- Le logis de La Girairière ;
- Le château de La Choltière. Il conserve une chapelle bénite en 1749 ;
- Le château de la Caraterie ;
- Dix moulins dont le moulin à eau (XIXe siècle) de la Minoterie[26].

## Personnalités
- Jean-Michel Fouché (1944-2013), footballeur, gardien de but, ayant notamment évolué au SC Challans, et surtout au FC Nantes.